# ヤン・ギョンウォン

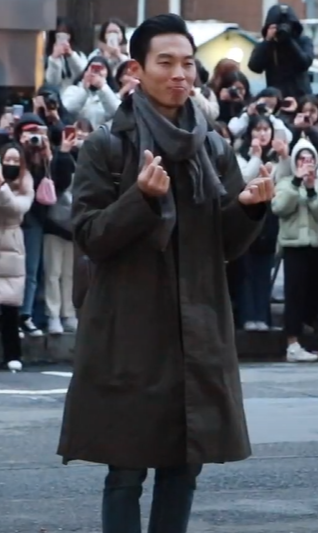
2020年

ヤン・ギョンウォン（楊 慶元、ハングル:양경원、Yang Kyung Won、1981年4月1日 - ）は、韓国の男優。180cm。2020年4月より、HISTORY D&C所属。
ドラマ『愛の不時着』（2019年 - 2020年、tvN・Netflix）の第5中隊ピョ・チス（표치수）役の好演で世界的に知名度を高めた。
ミュージカル舞台で磨いた圧倒的な歌唱力を誇る。

## 人物
- 国民大学建築学科出身。建築会社の会社員時代を経て、ミュージカル俳優に転身。TV出演も並行。
- 妻はミュージカル女優のチョン・ウンソン[1]

## 来歴
- 2010年ミュージカル「ブロードウェイ42番街」でデビュー。

## 主な出演作品

### ミュージカル
| 年   | 作品名                   | 作品名ハングル       | 役名                         | 作品ページ（リンク） |
| ---- | ------------------------ | -------------------- | ---------------------------- | -------------------- |
| 2010 | ブロードウェイ42番街     | 브로드웨이 42번가    | ？                           | -                    |
| 2011 | ガイズ・アンド・ドールズ | 아가씨와 건달들      | （アンサンブル）             | リンク               |
| 2011 | ゾロ                     | 조로                 | （男性アンサンブル）         | リンク               |
| 2012 | 秋姫 平安物語            | 가울공주 평강이야기  | ライ（라이）                 | リンク               |
| ？   | 二都市物語               | 두 도시 이야기       | ？                           | -                    |
| 2013 | 平壌 鏡の姫の物語        | 거울공주 평강이야기  | ジン（진）                   | リンク               |
| 2014 | Oh！あなたが寝てる間に   | 오! 당신이 잠든 사이 | チョイ・ボンホ（최본호）     | リンク               |
| 2015 | ロギソ                   | 로기수               | イ・ファリョン（이화룡）     | リンク               |
| 2015 | 理想的な青少年           | 바람직한 청소년      | 体育教師チョンチョル（종철） | リンク               |
| 2017 | 秋姫 平安物語            | 가울공주 평강이야기  | 兵士２                       | リンク               |

### ドラマ
- 六龍が飛ぶ（2015年-2016年、SBS）第49話
- カノジョは嘘を愛しすぎてる（2017年、tvN） - プロデューサー役
- サム、マイウェイ〜恋の一発逆転!〜（2017年、KBS2） - スタイリスト 役
- 空から降る一億の星（2018年、tvN）
- アスダル年代記（2019年、tvN） - 古代人トデ役
- 愛の不時着（2019年-2020年、tvN） - ピョ・チス役
- ハイバイ、ママ!（2020年、 tvN） - 霊媒師役
- ヴィンチェンツオ（2021年、tvN） - イ・チョルウク役
- ドラマステージ2021「ドック・イズ・バック」（2021年、tvN）
- ビッグマウス（2023年、MBC） - コン・ジフン役
- サムダルリへようこそ（2023年-2024年、JTBC） - チョン・デヨン役
- 魅惑の人（2024年、tvN） - ユ・ヒョンボ役

### CM
- Dr.FORHAIR[2]（2020年）※ドラマ『愛の不時着』主演俳優・ヒョンビン　主演CMのパロディ

## 受賞または候補
- 第57回百想芸術大賞（2020年）TV部門男性助演賞にノミネートされた（TVドラマ『愛の不時着』）。

## エピソード
- 同じ事務所のソン・ジュンギとはドラマ『アスダル年代記』で共演して以来、親交が深く、事務所の公式Instagramにもしばしば2ショットが登場する[3]。
- ドラマ『愛の不時着』が新型コロナウィルス下の日本で大ヒットしたことを受け、2020年12月5日（土）日本初のオンラインファンミーティングが韓国から中継される形で実施されることとなった。[4][5]